# Curtis-Gruppe
Die Curtis-Gruppe (englisch Curtis Group) ist eine unbewohnte Inselgruppe in der nördlichen Bass-Straße etwa 40 km vor der Südspitze des australischen Festlands. Die Inseln gehören zum australischen Bundesstaat Tasmania.
Die Inselgruppe besteht aus drei Inseln und zahlreichen Einzelfelsen. Hauptinsel ist das bis 220 m hohe und dürftig bewachsene Curtis Island im Norden. Die 90 m hohe Felsinsel Sugarloaf Rock bildet die südlichste Insel der Gruppe.

## Liste der Inseln
| Inselname      | Aliasname  | Koordinaten           | Fläche | Einwohner |
| -------------- | ---------- | --------------------- | ------ | --------- |
| Curtis Island  |            | 39° 28′ S, 146° 39′ O | 1,44   | –         |
| Cone Island    | Cone Islet | 39° 30′ S, 146° 40′ O | 0,04   | –         |
| Sugarloaf Rock |            | 39° 31′ S, 146° 39′ O | 0,01   | –         |